# Kōtarō Taniguchi
Kōtarō Taniguchi (jap. 谷口 耕太郎, Taniguchi Kōtarō; * 3. November 1994 in Ayase) ist ein japanischer Sprinter, der sich auf den 200-Meter-Lauf spezialisiert hat.

## Sportliche Laufbahn
Erste internationale Erfahrungen sammelte Kōtarō Taniguchi im Jahr 2014, als er beim Continentalcup in Marrakesch mit der asiatischen 4-mal-100-Meter-Staffel in 39,50 s den vierten Platz belegte. Bei den IAAF World Relays 2015 auf den Bahamas belegte er in 38,20 s den dritten Platz und anschließend belegte er bei den Asienmeisterschaften in Wuhan im 200-Meter-Lauf in 20,69 s den vierten Platz. Mit der japanischen 4-mal-100-Meter-Stafette siegte er dann in 39,08 s bei der Sommer-Universiade in Gwangju und erreichte über 200 Meter in 21,17 s Rang sieben. Mit der Staffel nahm er auch an den Weltmeisterschaften in Peking teil, erreichte dort in 38,60 s aber nicht das Finale. Zwei Jahre später wurde er bei den Asienmeisterschaften in Bhubaneswar in 21,01 s Sechster über 200 Meter.

## Persönliche Bestzeiten
- 100 Meter: 10,37 s (+1,3 m/s), 26. Juli 2015 in Tokio
- 200 Meter: 20,45 s (+0,6 m/s), 3. Mai 2014 in Fukuroi